# 巴达尔萨
巴达尔萨（Bhadarsa），是印度北方邦Faizabad县的一个城镇。总人口11369（2001年）。

## 人口
该地2001年总人口11369人，其中男性5777人，女性5592人；0—6岁人口2016人，其中男1034人，女982人；识字率54.72%，其中男性为62.71%，女性为46.46%。